# Allium paradoxum
Espèce
Classification APG III (2009)
Allium paradoxum, ou « ail paradoxal » ou « few-flowered leek » (en anglais) ou « Wunder-Lauch » (en allemand), est une espèce d'oignon sauvage de la famille des Amaryllidaceae. Il est originaire des régions montagneuses de l'Iran, du Caucase, et du Turkménistan. Il est envahissant en Europe.

## Description
Allium paradoxum est une plante herbacée vivace qui pousse d’un petit bulbe solitaire à environ 20 à 40 cm de hauteur. Il a des feuilles beaucoup plus étroites, de 5 à 25 mm de large, que l'« ail des ours » (Allium ursinum), mais une odeur aillée semblable. La hampe florale est triangulaire. La plupart des fleurs sont remplacées par des bulbilles et les quelques fleurs (généralement une seule) en forme de cloche, sont blanches et hermaphrodites.

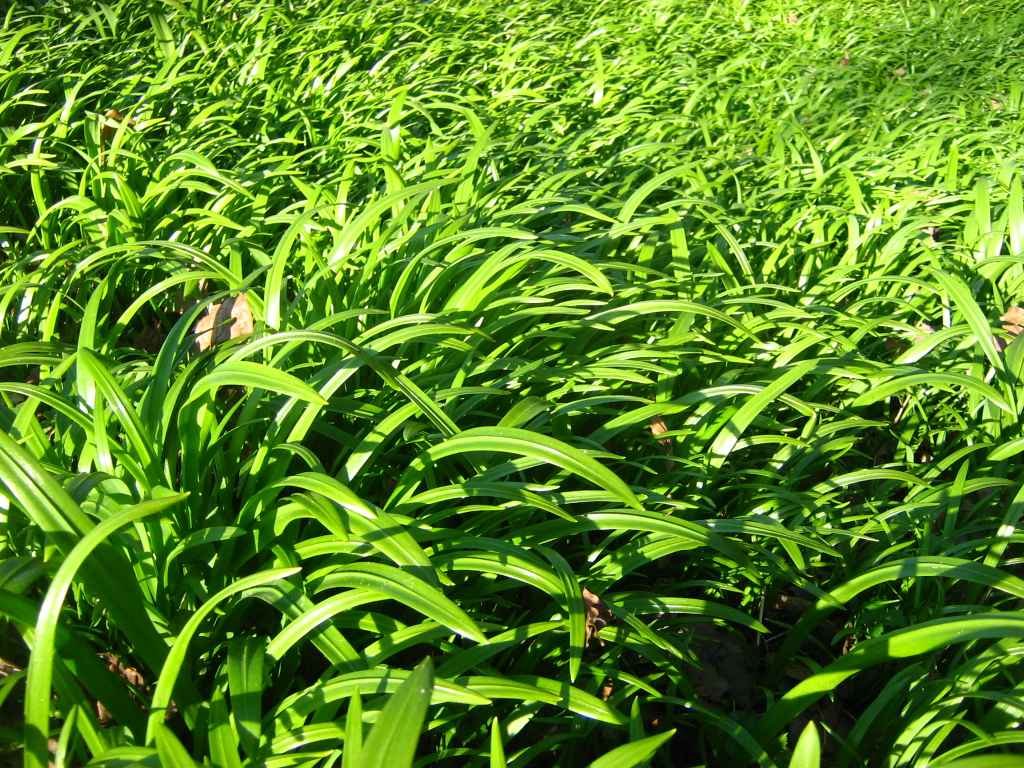
Allium paradoxum dans un fossé

La période de végétation s’étend du début du printemps au début de l’été. La floraison est d’avril à mai et dure environ 20 jours.

## Habitat
Allium paradoxum provient à l’origine du Caucase, de montagnes en Asie centrale et du nord Iran. C'est une espèce invasive en expansion, néophyte dans certains pays d’Europe.
Il pousse bien dans les forêts à feuilles caduques, formant un tapis vert qui peut étouffer d’autres espèces indigènes telles que les jacinthes. Il pousse également dans une grande variété d’habitats telles que les berges des rivières, les pâturages accidentés, les bordures de champs, les bords de route et les friches.

## Taxonomie
La première publication de ce type a eu lieu par Friedrich August Marschall von Bieberstein en 1819 sous le nom Scilla paradoxa dans Flora Taurico-Caucasica 3 (page 267), par George Don junior dans Memoirs of the Wernerian Natural History Society 6 en 1827, (p 72) sous le nom Allium paradoxum' dans le genre Allium. dans la section Briseis.
Le nombre de chromosomes est 2n = 16.

## Utilisation
Cette espèce peut être consommée crue ainsi que dans les plats. Elle peut également être utilisée comme une herbe pour aromatiser les aliments, de la même manière que d’autres ails sauvages.